# Stanisław Makiełło
Stanisław Makiełło, ps. Brzask, Sosna (ur. 3 maja 1908, zm. ?) – polski działacz ruchu ludowego, komendant obwodu Biłgoraj Okręgu Lublin Batalionów Chłopskich.

## Życiorys
Był z zawodu wiejskim nauczycielem. Wiadomo, iż po wybuchu II wojny światowej włączył się w działalność podziemną. Wstąpił do Stronnictwa Ludowego „Roch” i Batalionów Chłopskich. Należał do tzw. piątki politycznej SL „Roch” w Biłgoraju. W grudniu 1943 został komendantem obwodu Biłgoraj BCh. Jeszcze w tym samym roku został aresztowany przez Niemców, lecz udało mu się zbiec z obozu przejściowego. Opowiadał się za współdziałaniem z partyzantką radziecką. W 1944 doprowadził do podporządkowania biłgorajskich struktur Batalionów Chłopskich zwierzchnictwu PKWN, przekazując zarazem wykazy członków i stany broni, co wraz z informacjami dotyczącymi konspiracji AK-ZWZ doprowadziło do licznych aresztowań. Był potem w Biłgoraju starostą, jego dalsze losy nie są znane.